# Neustädter Markt (Hildesheim)
Der Neustädter Markt ist der Marktplatz der Hildesheimer Neustadt.

## Lage

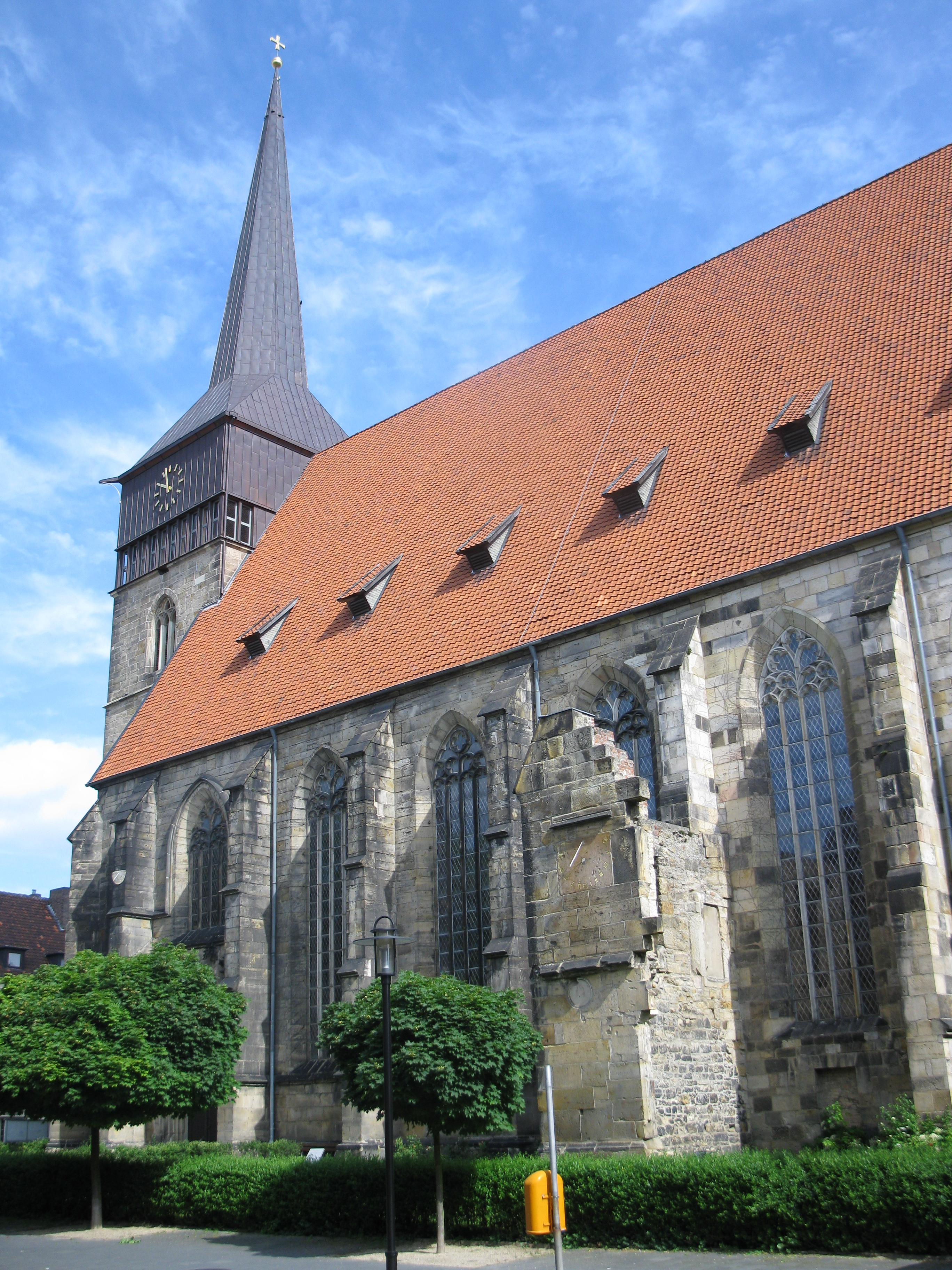
Lambertikirche

Der Neustädter Markt ist ein annähernd quadratischer Platz im Süden der Hildesheimer Innenstadt, der im Norden von der Braunschweiger Straße und im Süden von der Goschenstraße begrenzt wird. Im Westen ist er durch die Enge Straße mit der Wollenweberstraße und im Norden durch die Neustädter Stobenstraße mit der Braunschweiger Straße verbunden. Der Neustädter Markt ist einer von vier Plätzen bzw. Straßen in Hildesheim, deren Name mit „Markt“ zusammengesetzt ist. In der Altstadt von Hildesheim, weniger als einen Kilometer entfernt, befinden sich noch der Pferdemarkt und der sog. historische Marktplatz (der Altstadt) sowie der Alte Markt.

## Geschichte
Als Gegenpol zum wirtschaftlich aufstrebenden Hildesheim wurde zu Beginn des 13. Jahrhunderts die bischöfliche Neustadt als eigenständige Stadt gegründet und planmäßig mit schnurgeraden Straßen angelegt. Sie erhielt bereits nach kurzer Zeit Stadt- und Marktrecht, so dass an der Handelsstraße nach Goslar, die bereits 1317 als „Goslersche Strate“ genannt wurde und heute Goschenstraße heißt, ein Platz zum Abhalten des Marktes angelegt wurde. An ihm wurde die Lambertikirche sowie das Neustädter Rathaus gebaut. Der Platz südlich der Kirche wurde bereits 1320 unter der Bezeichnung „Lamberti-Kirchhof“ erwähnt, während sich für den Platz nördlich der Kirche laut einer Erwähnung aus dem Jahre 1609 der Name „Neustädter Markt“ einbürgerte. Danach hieß der Platz zeitweise „Lambertsplatz“, bis am 25. Juli 1893 für den gesamten Platz der einheitliche heutige Name festgelegt wurde.
1911 begannen die Bauarbeiten für eine Straßenbahnlinie, die vom heutigen Pelizäusplatz über die Friesenstraße, den Neustädter Markt und die Goschenstraße zur Südstadt fuhr. Sie wurde am 11. März 1913 eingeweiht und verkehrte als Linie 3 bis zum 22. März 1945.
Im Zweiten Weltkrieg wurden im Bereich des Neustädter Marktes am 22. Februar 1945 und vor allem am 22. März 1945 starke Zerstörungen angerichtet, obwohl man im nördlichen Teil des Platzes einen Löschwasserteich angelegt hatte: Bis auf eines wurden alle Häuser einschließlich des Neustädter Rathauses zerstört und die Lambertikirche schwer beschädigt. Nur das Haus Neustädter Markt 30/31 an der Ecke zur Goschenstraße blieb – wenn auch beschädigt – erhalten. Nach dem Krieg wurden die zerstörten Häuser im typischen Stil der 1950er Jahre wieder aufgebaut.

## Bauwerke

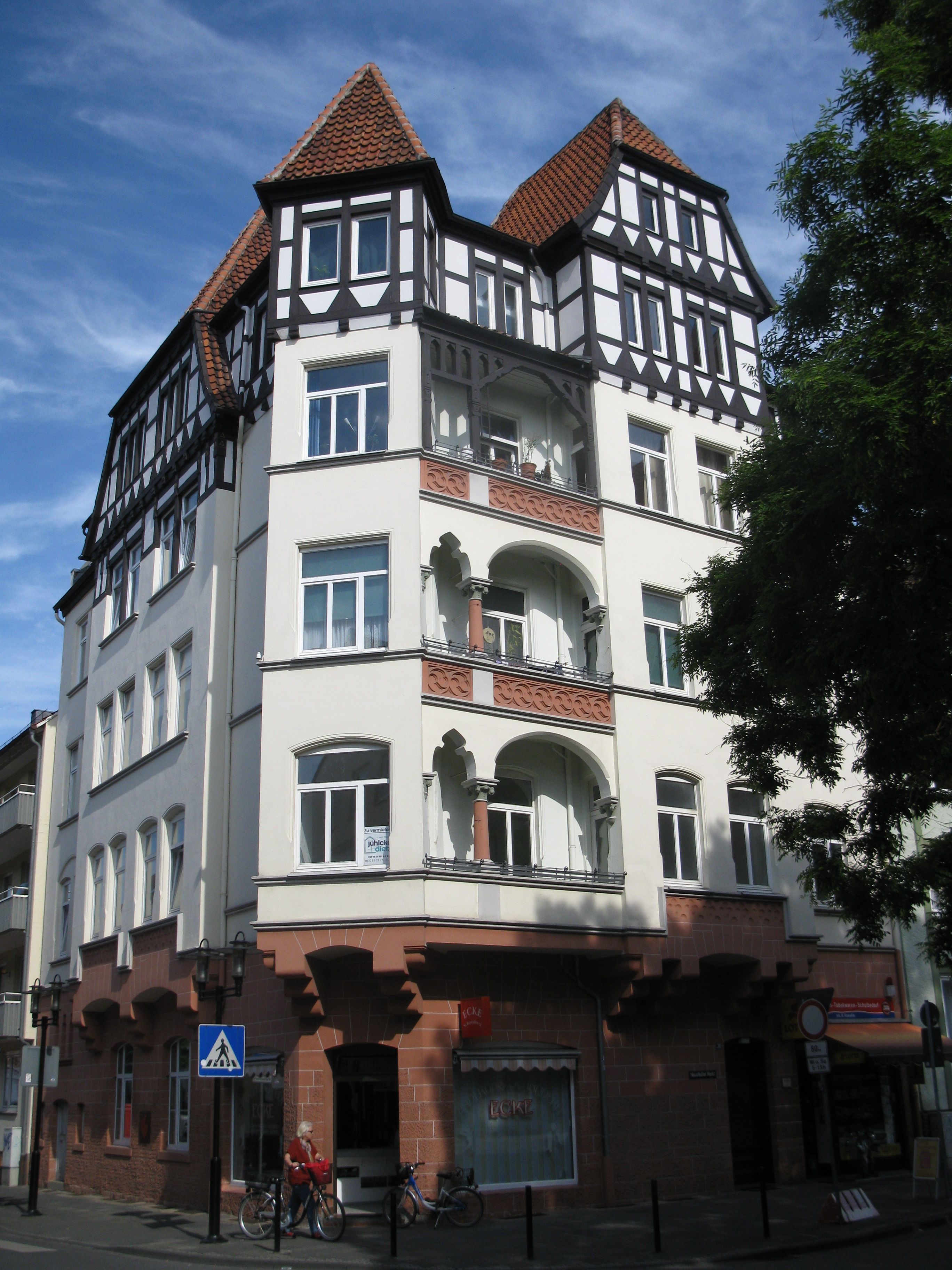
Neustädter Markt 30/31

Überragt und entscheidend geprägt wird der Neustädter Markt von der Lambertikirche, die 1474–88 im Stil der Gotik erbaut und nach schweren Kriegsschäden 1950–52 wieder aufgebaut wurde. Sie bildet die südliche Begrenzung des Platzes.
Mitten auf dem Platz befindet sich der Katzenbrunnen.
An der zur Ecke zur Goschenstraße erhebt sich das repräsentative, viergeschossige Eckhaus Neustädter Markt 30/31, das als einziges Gebäude des Platzes den Krieg überstand. Es wurde 1906 erbaut und fällt durch einen großen, markanten Erker, Balkons mit Bögen und eingestellten Säulen sowie durch Sichtfachwerk im vierten Obergeschoss auf. Hierdurch hebt es sich deutlich von der Nachkriegsarchitektur der 1950er Jahre ab.